# Allport (Pennsylvania)
Allport is een plaats in de Amerikaanse staat Pennsylvania, en valt bestuurlijk gezien onder Clearfield County.
In 2010 telde de plaats 264 inwoners.